# Aleksander Wagner
Aleksander Wagner (ur. 7 sierpnia 1868, zm. 1942) – polski prawnik, z zamiłowania szachista, dziennikarz i teoretyk szachowy.
Silny gracz klubowy, choć nigdy nie osiągnął poziomu profesjonalnego, wprowadził do praktyki trzy nowe otwarcia szachowe: obronę polską (1.d4 b5), gambit szwajcarski (1.f4 f5 2.e4) i gambit lwowski (1.Sf3 d5 2.e4). Wagner, powodowany skromnością i patriotyzmem, celowo unikał wiązania jakiegokolwiek debiutu czy wariantu ze swoim imieniem. Do niego także należy zasługa zrekonstruowania partii z Szachów Kochanowskiego, działał na rzecz popularyzacji gry w szachy.
Zmarł w roku 1942, data i okoliczności śmierci nie są znane.